# Campagne-lès-Hesdin
Campagne-lès-Hesdin (Aussprache [kɑ̃ˈpaɲ lɛz‿eˈdɛ̃]) ist eine französische Gemeinde mit 1944 Einwohnern (Stand: 1. Januar 2022) im Département Pas-de-Calais in der Region Hauts-de-France. Sie gehört zum Arrondissement Montreuil und zum Gemeindeverband Les 7 Vallées. Die Einwohner werden Campagnards und Campagnardes genannt.

## Geographie
Die Gemeinde Campagne-lès-Hesdin liegt im Artois, etwa 22 Kilometer östlich der Ärmelkanalküste. Durch die Gemeinde führen die autobahnartig ausgebaute Fernstraße D 939 von Montreuil-sur-Mer nach Arras und eine alte Heerstraße des Systems Chaussée Brunehaut. Nachbargemeinden von Campagne-lès-Hesdin sind Brimeux im Nordwesten und Norden, Lespinoy im Norden, Beaurainville im Norden und Nordosten, Maresquel-Ecquemicourt im Osten, Gouy-Saint-André im Südosten und Süden, Saint-Rémy-au-Bois im Süden, Buire-le-Sec im Süden und Südwesten sowie Boisjean im Westen und Nordwesten.

## Bevölkerungsentwicklung
| Jahr                       | 1962 | 1968 | 1975 | 1982 | 1990 | 1999 | 2006 | 2012 | 2022 |
| Einwohner                  | 1152 | 1334 | 1458 | 1474 | 1604 | 1696 | 1729 | 1754 | 1944 |
| Quellen: Cassini und INSEE |      |      |      |      |      |      |      |      |      |

## Sehenswürdigkeiten

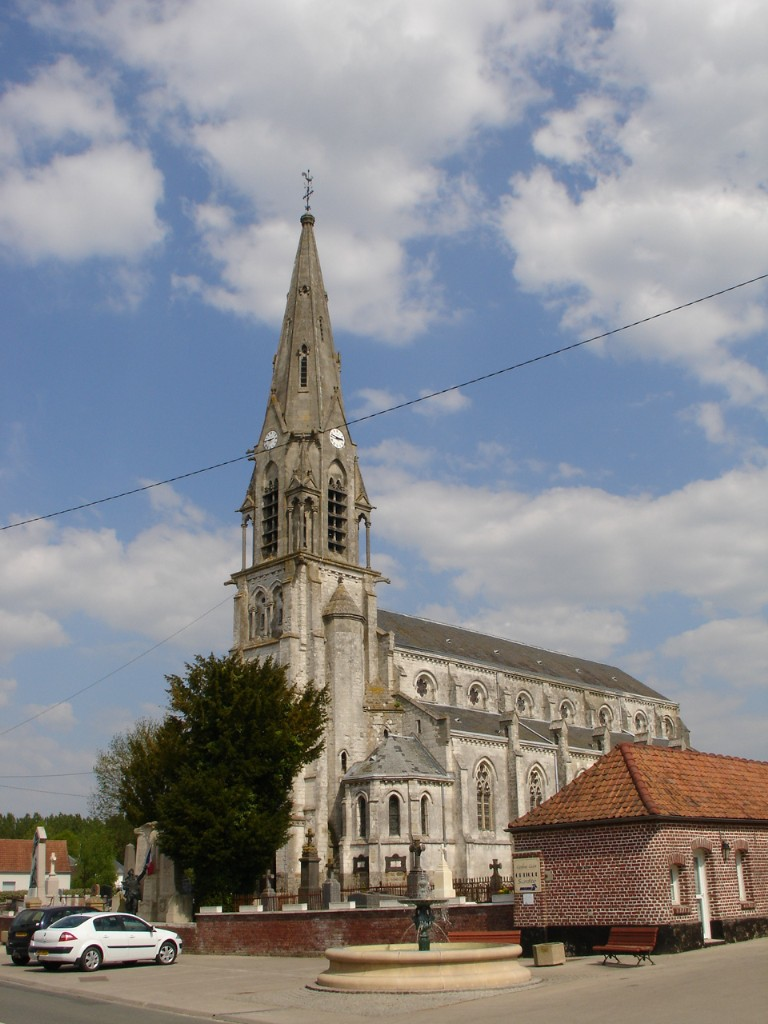
Kirche Saint-Martin
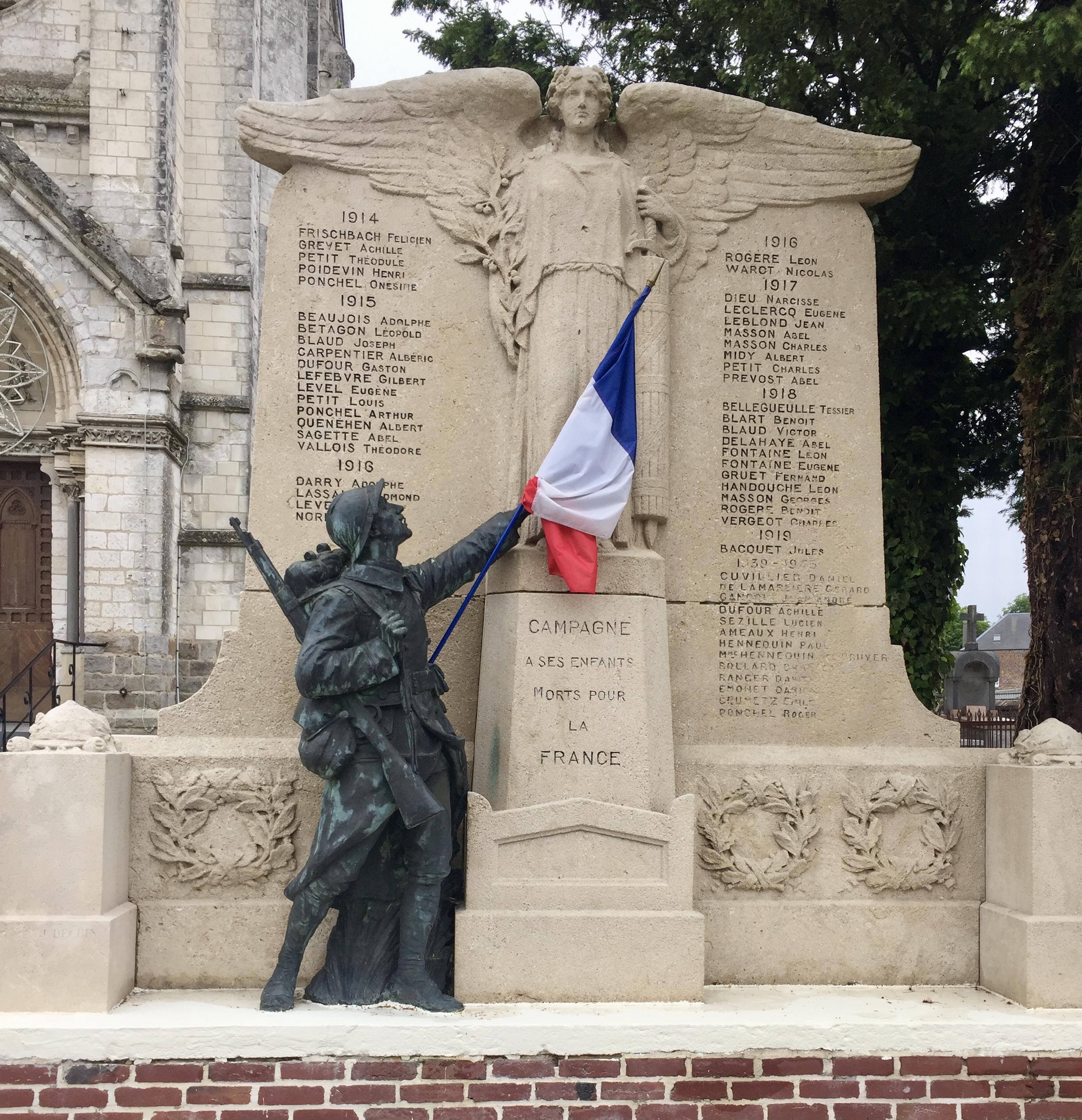
Gefallenendenkmal

- Schloss Valivon aus der ersten Hälfte des 18. Jahrhunderts mit Taubenschlag, seit 1977 Monument historique
- Wasserturm

- Kirche Saint-Martin
- Gefallenendenkmal

## Gemeindepartnerschaft
Mit der britischen Gemeinde Adisham in der englischen Grafschaft Kent besteht eine Partnerschaft.